# Tereza Fišerová

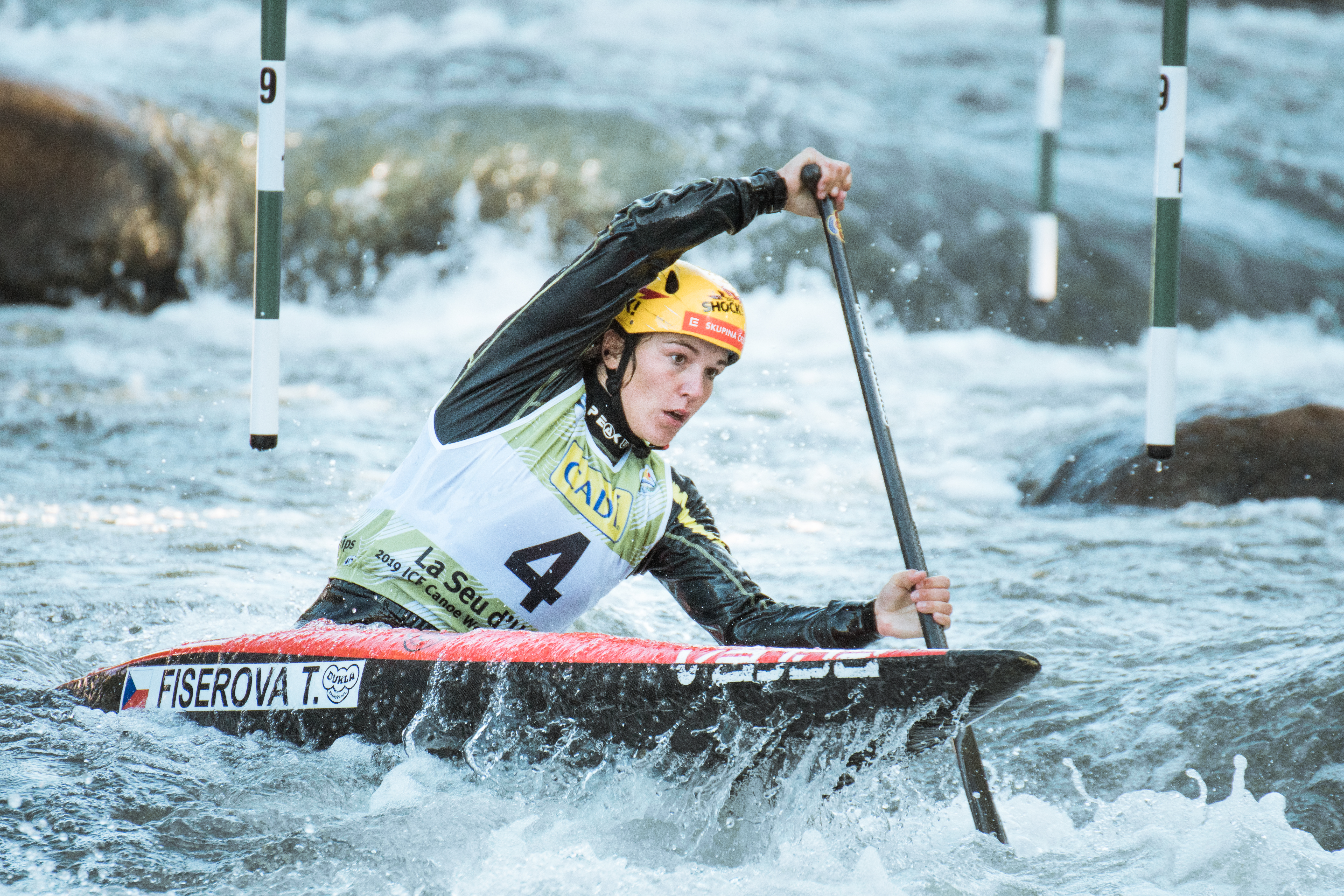
Tereza Fišerová lors des championnats du monde 2019.

Tereza Fišerová, née le 23 février 1998 à Roudnice nad Labem, est une canoéiste de slalom tchèque qui concourt au niveau international depuis 2013.
Elle a remporté neuf médailles aux championnats du monde de canoë de slalom de la FIC avec trois médailles d'or (C2 mixte : 2019, équipe C1 : 2021, 2022), trois en argent (C1 : 2017, C1 par équipe : 2015, 2018) et trois en bronze (en C1 en 2018  ainsi qu’en C1 par équipe en 2017 et 2019). Elle a également remporté 10 médailles (2 d'or, 4 d'argent et 4 de bronze) aux championnats d'Europe.
Fišerová a remporté le titre général de la Coupe du monde dans deux catégories. Elle a gagné en C2 mixte en 2018 avec Jakub Jáně, pour la première année du C2 mixte en Coupe du monde, ainsi que le titre du général en C1 en 2021.
Fišerová a participé aux Jeux olympiques d'été de 2020 à Tokyo et a terminé l'épreuve de C1 à la sixième place.
Elle est médaillée d'or en C1 par équipes, médaillée d'argent en K1 par équipes et médaillée de bronze en K1 aux Championnats d'Europe de slalom de canoë-kayak 2023, qui font partie des Jeux européens de 2023 à Cracovie.

## Résultats en Coupe du monde
| Saison | Date               | Lieu                    | Position | Épreuve    |
| ------ | ------------------ | ----------------------- | -------- | ---------- |
| 2017   | 2 septembre 2017   | Ivrée                   | 3e       | C1         |
| 2018   | 23 juin 2018       | Liptovský Mikuláš       | 2e       | C2 mixte   |
| 2018   | 24 juin 2018       | Liptovský Mikuláš       | 2e       | C1         |
| 2018   | 30 juin 2018       | Cracovie                | 1er      | C2 mixte   |
| 2018   | 7 juillet 2018     | Augsbourg               | 2e       | C2 mixte   |
| 2018   | 8 septembre 2018   | Parc olympique du Segre | 1er      | C2 mixte   |
| 2019   | 1er septembre 2019 | Markkleeberg            | 2e       | C1         |
| 2019   | 8 septembre 2019   | Prague                  | 3e       | C1         |
| 2021   | 13 juin 2021       | Prague                  | 3e       | C1         |
| 2021   | 20 juin 2021       | Markkleeberg            | 2e       | C1         |
| 2021   | 5 septembre 2021   | Parc olympique du Segre | 2e       | C1         |
| 2021   | 12 septembre 2021  | Pau                     | 1er      | C1         |
| 2022   | 12 juin 2022       | Prague                  | 1er      | C1         |
| 2022   | 12 juin 2022       | Prague                  | 1er      | K1 extrême |
| 2022   | 18 juin 2022       | Cracovie                | 2e       | K1         |
| 2022   | 27 août 2022       | Pau                     | 3e       | K1         |